# New
«New» és el primer senzill del setzè àlbum d'estudi del músic britànic Paul McCartney, New. L'àlbum, que sortirà al mercat el dia 14 d'octubre de 2013, compta amb Mark Ronson com a productor musical dels 12 temes del disc.
El senzill ha sortit a la llum a través de les emissores de ràdio de tot el món, així com a través d'iTunes. Sobre el tema, Paul McCartney ha comentat a la seva web:
| «                | We can do what we want, we can live as we choose / Podem fer el que volem, podem viure com escollim | » |
| — Paul McCartney | |   |